# 卡莱尔·史密斯·比尔斯
卡莱尔·史密斯·比尔斯（英語：Carlyle Smith Beals，1899年6月29日—1979年7月2日），加拿大天文学家。

## 生平
比尔斯生于新斯科舍省盖斯伯勒县坎索的一个牧师家庭。
1946年以前，比尔斯供职于自治领天体物理天文台（Dominion Astrophysical Observatory），在这里，他从事热恒星发射光谱和星际物质中的气体云的研究。同时，他发明了一些天文仪器。
1946年，他被任命为渥太华自治领天文学家，研究加拿大的陨石坑。1951年3月，比尔斯当选为皇家学会会士。
1964年，比尔斯退休。1969年，他获得加拿大勋章。小行星3314 Beals和月亮上的比尔斯环形山以其名字命名。